# Salvation Nell (1931)
Salvation Nell is een film uit 1931 van regisseur en producent James Cruze met in de hoofdrollen Helen Chandler en Ralph Graves.
De film is gebaseerd op het gelijknamige toneelstuk van schrijver Edward Sheldon uit 1908 met Minnie Maddern Fiske in de hoofdrol. Het verhaal werd twee keer eerder verfilmd in 1915 (met Beatriz Michelena) en in 1921 (met Pauline Starke).  
Opmerkelijk genoeg speelt acteur Matthew Betz in beide remakes uit 1921 en 1931 een rol.

## Rolverdeling
| Acteur           | Personage        |
| ---------------- | ---------------- |
| Ralph Graves     | Jim Platt        |
| Helen Chandler   | Nell Saunders    |
| Sally O'Neil     | Myrtle           |
| Jason Robards    | Major Williams   |
| DeWitt Jennings  | McGovern         |
| Charlotte Walker | Maggie           |
| Matthew Betz     | Mooney           |
| Rose Dione       | Madame Cloquette |
| Wally Albright   | Jimmy            |